# Linde (Deventer)
Linde ist ein Weiler in der Nähe von Lettele in der Gemeinde Deventer der niederländischen Provinz Overijssel und liegt im Linderveld, einem weitläufigen landwirtschaftlichen Gebiet am Overijssel-Kanal nordöstlich von Deventer. Bis zur Gemeindeneuordnung 1999 gehörte Linde zur ehemaligen Gemeinde Diepenveen.

## Geschichte
Die Gemeinde Deventer plante auf dem Linderveld unter anderem für die Hochrisikoindustrie ein Gewerbegebiet zu errichten. Unter dem Motto „Linderveld noch nicht sicher“ haben die Anwohner dies 2005 erfolgreich vor dem Obersten Gerichtshof angefochten. 2009 wurde auch der Plan verworfen, 400.000 Kubikmeter Baggergut im Linderveldplas zu deponieren. In diesem Fall haben die Gemeinde Deventer gemeinsam mit den Anwohnern erfolgreich einen vom Ministerium für Wohnungswesen, Raumordnung und Umweltschutz genehmigten Plan angefochten. Hauptstreitpunkt war die Gefährdung der Grundwasserqualität. Im Jahr 2020 kaufte die Stichting IJssellandschap 63 Hektar Land auf dem Linderveld von der Gemeinde Deventer auf und verpachtete es an einen biologisch betriebenen Bauernhof. Unter dem Namen „Heerlijk Linde“ wird dabei auch auf Erholung und Naturerlebnis geachtet.